# Most Smoka w Đà Nẵng
Most Smoka w Đà Nẵng (wiet. Cầu Rồng) – stalowo-żelbetowy most drogowy konstrukcji łukowej nad rzeką Hàn w wietnamskim mieście Đà Nẵng. Największy na świecie stalowy most w kształcie smoka.

## Geneza i historia
Na decyzję o budowie mostu wpłynęło kilka czynników: chęć rozwoju i promocji portu i kurortu, jakim jest Đà Nẵng, konieczność stworzenia szybkiego dojazdu na lotnisko, aktywizacji wschodnich dzielnic miasta i historycznego szlaku do Hoi An. Ponadto most miał stać się atrakcją samą w sobie. W 2005 ogłoszono konkurs architektoniczny, w którym udział wzięło sześciu projektantów. Zwyciężył w nim zespół Louisa Bergera wraz z przedsiębiorstwem Ammann & Whitney. Zaproponowano kształt, w którym najbardziej charakterystycznym wizualnie elementem jest wyobrażenie falującego smoka ze stali. Postać smoka jest istotna dla kultury wietnamskiej, stanowiąc symbol władzy i szlachetności. Autorzy projektu zdobyli zań nagrodę American Council of Engineering Companies w kategorii systemów konstrukcyjnych.
Od projektantów wymagano, by sylwetka mostu nie zasłoniła gmachów muzeum i telewizji, zlokalizowanych blisko zachodniego przyczółka. Osiągnięto zatem minimalny wymagany prześwit pionowy nad kanałem nawigacyjnym bez konieczności budowy dużego nasypu lub wysokiej konstrukcji podejścia. Obiekt oddano do użytku w marcu 2013. Koszt budowy wyniósł 85 milionów USD.

## Parametry
Podstawowe parametry mostu:
- 666 metrów długości,
- długość przęseł wspartych na pylonach: 64+128+200+128+72 metra = 592 metry,
- sześć pasów ruchu o szerokości 3,75 metra każdy,
- dwa chodniki o szerokości 2,5 metra każdy,
- 2500 diod LED wielobarwnie oświetlających konstrukcję nocą,
- instalacja do wyrzucania wody i płomieni na okoliczność uroczystości[1].

Główne łuki (pięć sztuk) to konstrukcje stalowe, rurowe o średnicy 1200 milimetrów i grubości 19 milimetrów. Jezdnia mostu jest konstrukcją hybrydową, składającą się z odcinków kablobetonowych nad filarami oraz stalową sekcją dźwigarów skrzynkowych w częściach podwieszanych przęseł. 

## Galeria

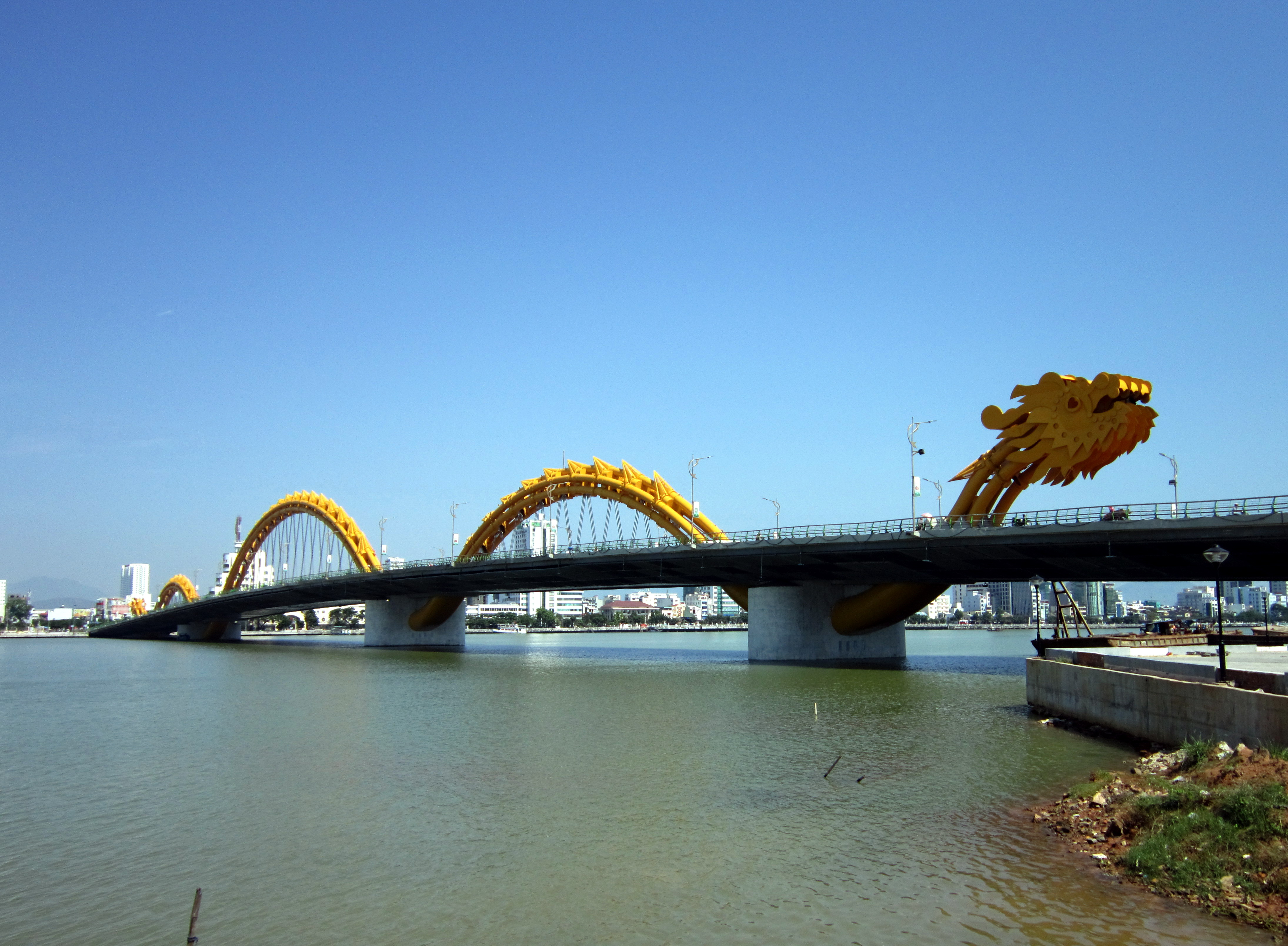
Widok ogólny
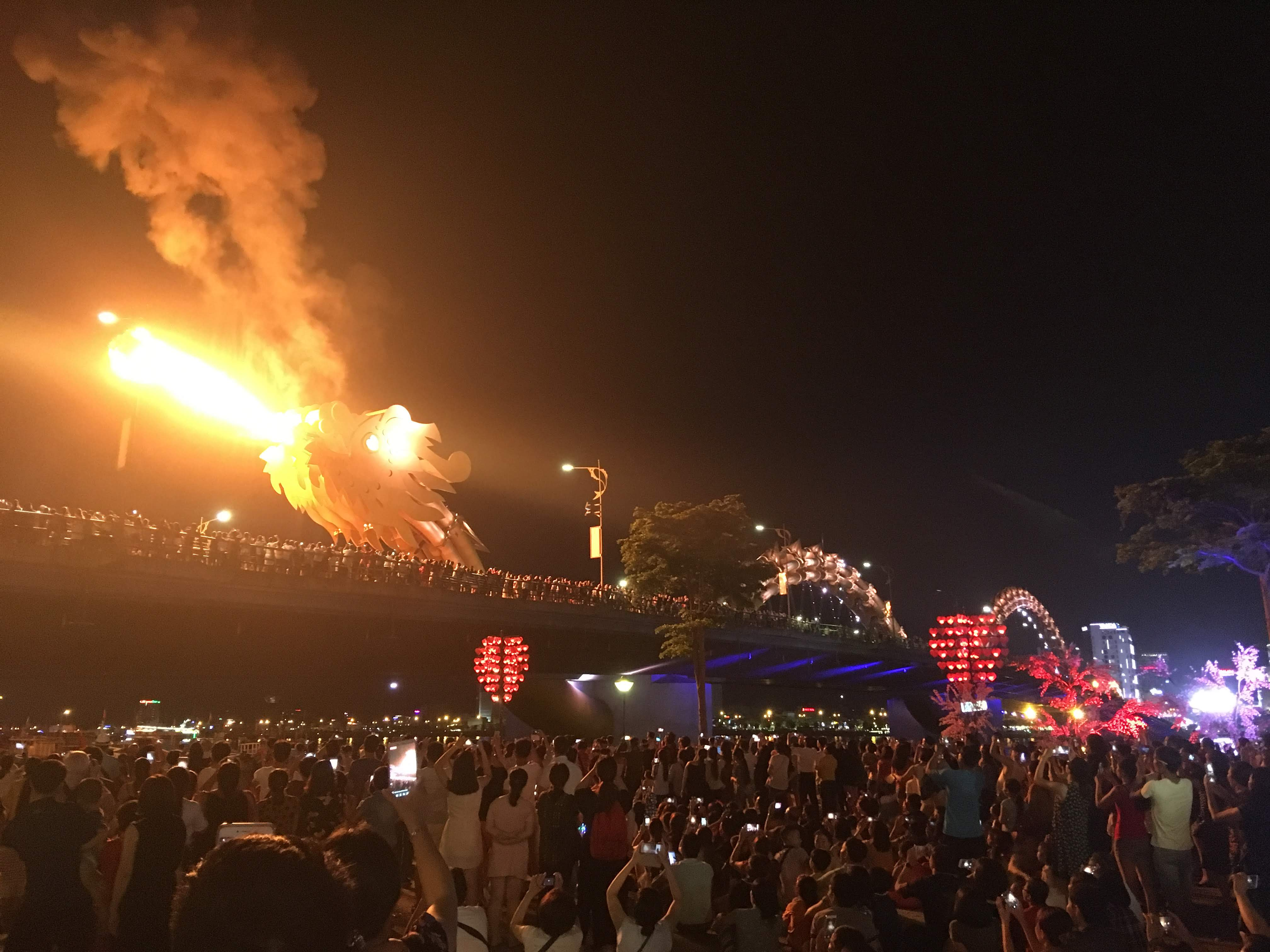
Widok nocą z płomieniem
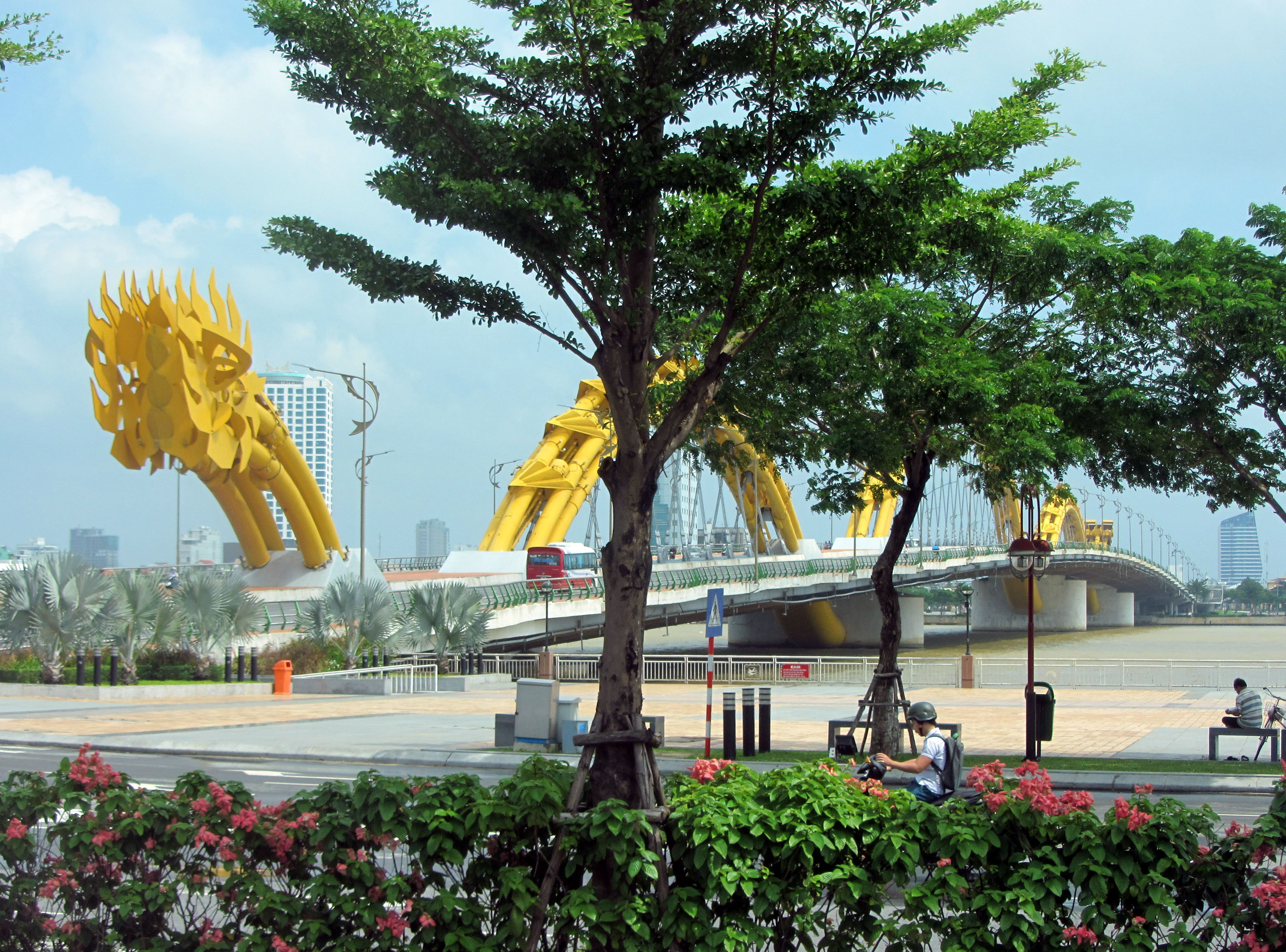
Widok z nabrzeża